# Репортери без кордонів
Репортери без кордонів (РБК, фр. Reporters sans frontières, RSF, англ. Reporters Without Borders, RWB) — міжнародна недержавна організація захисту прав людини, яка оберігає свободу слова в усьому світі. Організація проводить боротьбу з цензурою та виступає за звільнення журналістів, котрі перебувають в ув'язненні, пов'язаному з їхньою професійною діяльністю. При цьому організація спирається на параграф 19 Загальної декларації прав людини. Організація заснована 1985 року в Парижі. З липня 2012 року генеральним секретарем організації є Крістоф Делуа (Christophe Deloire).
За спільними дослідженнями РБК та Міжнародної федерації журналістів найнебезпечнішими регіонами для журналістів є ті, де проходять війни та вибори. За даними активістів RWB, 2009 року у світі загинуло 76 журналістів, з них 13 — у Мексиці, 9 — у Сомалі, 7 — у Пакистані та 6 — у Російській Федерації.
Організація щорічно поширює Індекс свободи преси, що є рейтингом країн за рівнем дотримання принципів вільних медіа. Рейтинг створюється на підставі анкетування журналістів, науковців та інших спеціалістів в усьому світі. Один з поточних рейтингів було розповсюджено 20 квітня 2021 року, а останній — 3 травня 2023 року, у Всесвітній день свободи преси.

Свобода преси 2022. Коричневе — дуже небезпечне становище, червоне — складне становище, жовте — помітні проблеми, блакитне — задовільна ситуація, синє — добре становище

5 липня 2021 року організація «Репортери без кордонів» оприлюднила новий список «ворогів свободи преси». До переліку ввійшли президент Росії Володимир Путін та Олександр Лукашенко, самопроголошений президент Білорусі. До переліку також вперше внесли прем'єр-міністра Угорщини Віктора Орбана. Загалом у реєстрі налічуються 37 глав держав і урядів, які, на думку організації, найбільш жорстко тиснуть на журналістів у своїх країнах.
2025 року «Репортерів без кордонів» оголосили «небажаною організацією» в Росії.